# هاردين (إلينوي)
هاردين (بالإنجليزية: Hardin, Illinois)‏ هي منطقة سكنية تقع في الولايات المتحدة في إلينوي. يقدر عدد سكانها بـ 959 نسمة .

## التركيبة السكانية
حدّد مكتب تعداد الولايات المتحدة بيانات التركيبة السكانية لهاردين في تعداد الولايات المتحدة. في ما يلي، التركيبة السكانية حسب تعدادي 2000 و2010.

### تعداد عام 2000
بلغ عدد سكان هاردين 959 نسمة بحسب تعداد عام 2000، وبلغ عدد الأسر 391 أسرة وعدد العائلات 246 عائلة مقيمة في القرية. في حين سجلت الكثافة السكانية 160.9 نسمة لكل كيلومتر مربع (416.7/ميل2). وبلغ عدد الوحدات السكنية 445 وحدة بمتوسط كثافة قدره 74.7 لكل كيلومتر مربع (193.5/ميل2).
وتوزع التركيب العرقي للقرية بنسبة 99.37% من البيض و0.21% من الأمريكيين الأصليين و0.21% من الأمريكيين ذوي الأصول الآسيوية و0.10% من الأعراق الأخرى و0.10% من عرقين مختلطين أو أكثر و0.83% من الهسبانيون أو اللاتينيون من أي عرق.
بلغ عدد الأسر 391 أسرة كانت نسبة 29.2% منها لديها أطفال تحت سن الثامنة عشر تعيش معهم، وبلغت نسبة الأزواج القاطنين مع بعضهم البعض 52.4% من أصل المجموع الكلي للأسر، ونسبة 7.2% من الأسر كان لديها معيلات من الإناث دون وجود شريك،  بينما كانت نسبة 3.3% من الأسر لديها معيلون من الذكور دون وجود شريكة وكانت نسبة 37.1% من غير العائلات. تألفت نسبة 33% من أصل جميع الأسر من عدة أفراد يعيشون في نفس المنزل ونسبة 19.4% كانت تتألف من شخص يعيش بمفرده يبلغ من العمر 65 عاماً أو أكثر. وبلغ متوسط حجم الأسرة المعيشية 2.31، أما متوسط حجم العائلات فبلغ 2.98.
بلغ العمر الوسطي للسكان 40.2 عاماً. وكانت نسبة 22.1% من القاطنين تحت سن الثامنة عشر، وكانت نسبة 8% بين الثامنة عشر والرابعة والعشرين عاماً، ونسبة 26.2% كانت واقعةً في الفئة العمرية ما بين الخامسة والعشرين والرابعة والأربعين عاماً، ونسبة 19.8% كانت ما بين الخامسة والأربعين والرابعة والستين، ونسبة 18.1% كانت ضمن فئة الخامسة والستين عاماً فما فوق. يوجد لكل 100 أنثى 91.9 ذكر، ويوجد لكل 100 أنثى في الثامنة عشر من عمرها فما فوق 89.6 ذكر.
بلغ متوسط دخل الأسرة في القرية 30,972 دولارًا، أما متوسط دخل العائلة فبلغ 40,000 دولارًا. وكان متوسط دخل الذكور 29,167 دولارًا مقابل 22,083 دولارًا للإناث. وسجل دخل الفرد الخاص بالقرية 17,461 دولارًا. وكانت نسبة 7.9% من العائلات ونسبة 10.8% من السكان تحت خط الفقر، وكان من هؤلاء نسبة 10% تحت سن الثامنة عشر ونسبة 13.9% في الخامسة والستين من العمر وما فوق.

### تعداد عام 2010
بلغ عدد سكان هاردين 967 نسمة بحسب تعداد عام 2010، وبلغ عدد الأسر 383 أسرة وعدد العائلات 246 عائلة مقيمة في القرية. في حين سجلت الكثافة السكانية 162.2 نسمة لكل كيلومتر مربع (420.1/ميل2). وبلغ عدد الوحدات السكنية 431 وحدة بمتوسط كثافة قدره 72.3 لكل كيلومتر مربع (187.3/ميل2).
وتوزع التركيب العرقي للقرية بنسبة 98.24% من البيض و0.62% من الأمريكيين الأفارقة و0.21% من الأمريكيين الأصليين و0.21% من الأمريكيين ذوي الأصول الآسيوية و0.72% من عرقين مختلطين أو أكثر و0.83% من الهسبانيون أو اللاتينيون من أي عرق.
بلغ عدد الأسر 383 أسرة كانت نسبة 28.5% منها لديها أطفال تحت سن الثامنة عشر تعيش معهم، وبلغت نسبة الأزواج القاطنين مع بعضهم البعض 49.1% من أصل المجموع الكلي للأسر، ونسبة 11.7% من الأسر كان لديها معيلات من الإناث دون وجود شريك،  بينما كانت نسبة 3.4% من الأسر لديها معيلون من الذكور دون وجود شريكة وكانت نسبة 35.8% من غير العائلات. تألفت نسبة 31.9% من أصل جميع الأسر من عدة أفراد يعيشون في نفس المنزل ونسبة 15.1% كانت تتألف من شخص يعيش بمفرده يبلغ من العمر 65 عاماً أو أكثر. وبلغ متوسط حجم الأسرة المعيشية 2.32، أما متوسط حجم العائلات فبلغ 2.93.
بلغ العمر الوسطي للسكان 43.2 عاماً. وكانت نسبة 22.6% من القاطنين تحت سن الثامنة عشر، وكانت نسبة 7.1% بين الثامنة عشر والرابعة والعشرين عاماً، ونسبة 22.8% كانت واقعةً في الفئة العمرية ما بين الخامسة والعشرين والرابعة والأربعين عاماً، ونسبة 23.8% كانت ما بين الخامسة والأربعين والرابعة والستين، ونسبة 23.7% كانت ضمن فئة الخامسة والستين عاماً فما فوق. وتوزع التركيب الجنسي للسكان بنسبة 45.7% ذكور و54.3% إناث.